# Campeonato Mundial de Atletismo em Pista Coberta de 2018 - 800 m masculino
A prova dos 800 metros masculino do Campeonato Mundial de Atletismo em Pista Coberta de 2018 ocorreu entre os dias 2 e 3 de março na Arena Birmingham, em Birmingham, no Reino Unido.  

## Recordes
Antes desta competição, os recordes mundiais e do campeonato nesta prova eram os seguintes:
|                       | Nome            | Nacionalidade | Tempo     | Local | Data               |
| --------------------- | --------------- | ------------- | --------- | ----- | ------------------ |
| Recorde mundial       | Wilson Kipketer | Dinamarca     | 1m 42s 67 | Paris | 9 de março de 1997 |
| Recorde do campeonato | Wilson Kipketer | Dinamarca     | 1m 42s 67 | Paris | 9 de março de 1997 |

## Medalhistas
| Ouro               | Prata             | Bronze             |
| Adam Kszczot (POL) | Drew Windle (USA) | Saúl Ordóñez (ESP) |

## Cronograma
Todos os horários são locais (UTC+0).
| Data       | Hora  | Evento  |
| ---------- | ----- | ------- |
| 2 de março | 19:13 | Bateria |
| 3 de março | 19:35 | Final   |

## Resultados

### Bateria
Qualificação: 2 atletas de cada bateria  (Q) mais os 2 melhores qualificados (q).  
| Posição | Bateria | Atleta           | Nacionalidade  | Tempo   | Notas            |
| ------- | ------- | ---------------- | -------------- | ------- | ---------------- |
| 1       | 1       | Álvaro de Arriba | Espanha        | 1:45.44 | Q                |
| 2       | 1       | Elliot Giles     | Grã-Bretanha   | 1:45.46 | Q,               |
| 3       | 1       | Drew Windle      | Estados Unidos | 1:45.52 | q,               |
| 4       | 2       | Adam Kszczot     | Polónia        | 1:47.02 | Q                |
| 5       | 2       | Mostafa Smaili   | Marrocos       | 1:47.08 | Q                |
| 6       | 2       | Saúl Ordóñez     | Espanha        | 1:47.11 | q                |
| 7       | 1       | Andreas Kramer   | Suécia         | 1:47.21 |                  |
| 8       | 1       | Hamada Mohamed   | Egito          | 1:47.65 | Recorde nacional |
| 9       | 2       | Antoine Gakeme   | Burundi        | 1:49.66 |                  |
| 10      | 2       | Donavan Brazier  | Estados Unidos | DSQ     | 163.3(a)         |

### Final
A final ocorreu dia 3 de março às 19:35 
| Posição           | Atleta           | Nacionalidade  | Tempo   | Notas |
| ----------------- | ---------------- | -------------- | ------- | ----- |
| Medalha de ouro   | Adam Kszczot     | Polónia        | 1:47.47 |       |
| Medalha de prata  | Drew Windle      | Estados Unidos | 1:47.99 |       |
| Medalha de bronze | Saúl Ordóñez     | Espanha        | 1:48.01 |       |
| 4                 | Elliot Giles     | Grã-Bretanha   | 1:48.22 |       |
| 5                 | Álvaro de Arriba | Espanha        | 1:48.51 |       |
| 6                 | Mostafa Smaili   | Marrocos       | 1:48.75 |       |

Legenda
| Recorde mundial       | Recorde mundial (World record)               |                       | Recorde africano                      | Recorde africano (African) |                                           | Q | Classificado por posição (Qualified) |
| Recorde do campeonato | Recorde do campeonato (Championship record)  | Recorde da América    | Recorde da América (Americas)         | q                          | Classificado por melhor tempo (Qualified) |   |                                      |
| Melhor marca do ano   | Melhor marca do ano (World leading)          | Recorde asiático      | Recorde asiático (Asian)              | DNS                        | Não largou (Did not start)                |   |                                      |
| Recorde nacional      | Recorde nacional (National record)           | Recorde europeu       | Recorde europeu (European)            | DNF                        | Não terminou (Did not finish)             |   |                                      |
| Recorde pessoal       | Recorde pessoal do atleta (Personal best)    | Recorde da Oceania    | Recorde da Oceania (Oceania)          | DSQ / DQ                   | Desclassificado (Disqualified)            |   |                                      |
| Recorde da temporada  | Recorde da temporada do atleta (Season best) | Recorde sul-americano | Recorde sul-americano (South America) | NM                         | Sem marca (No mark)                       |   |                                      |